# Cernia diphtherina
Cernia diphtherina är en fjärilsart som beskrevs av Edward Meyrick 1889. Cernia diphtherina ingår i släktet Cernia och familjen mätare. Inga underarter finns listade i Catalogue of Life.